# Isaac Chehebar
El rabino Isaac Chehebar (en hebreo, יצחק שחיבר, Itzjak Shjebar) (Alepo, Imperio otomano, 1912 - Buenos Aires, Argentina, 1990), fue el Gran Rabino de la comunidad judía siria mizrají oriunda de la ciudad de Alepo, ubicada en Buenos Aires (1953-1990) y uno de los rabinos más distinguidos del judaísmo rabínico sefardí del siglo XX. De los principales constructores del judaísmo observante en Argentina. Reconocido mundialmente por su actividad comunitaria y educativa, y por su autoridad en materia de Halajá (ley judía). Estableció y desarrolló en Buenos Aires una red escolar completa, desde un jardín de infancia hasta estudios religiosos superiores para personas de ambos sexos, de las más grandes del judaísmo ortodoxo latinoamericano. Luchó por el bienestar del los refugiados judíos de Irak y por la liberación de los rehenes judíos retenidos en Siria. Fue el autor de la responsa rabínica Itzjak Ieranen (יצחק ירנן) y fue galardonado en 1983 por el Estado de Israel con el Premio Jerusalén, en reconocimiento de su labor docente.
Es conocido hasta hoy en día por su comunidad como: 'El Jajam' (literalmente el sabio, sinónimo de rabino en la cultura sefardí).

## Biografía

### Infancia
Nació en 1912 en Alepo, entonces parte del Imperio otomano, hoy día Siria.
En 1916, durante la Primera Guerra Mundial, su padre fue reclutado a la fuerza por el ejército del Imperio otomano sin dejar rastro alguno. Poco tiempo después su madre falleció y su hermano menor murió de hambre en la calle. En esas circunstancias, fue asistido por una fundación benéfica para niños huérfanos de la comunidad judía de Alepo y luego fue adoptado por su tío hasta el regreso de su padre.

### Formación
En 1923, ingresó a la escuela de estudios talmúdicos superiores de Alepo, la Yeshivá Deguel HaTorá (bandera de la Torá), que se encontraba bajo la dirección del Jajam Moshé Tawil, maestro y rabino principal del Jajam Chehebar. Estudió en la Yeshivá durante siete años y se perfeccionó en el Tanaj, la (Sagrada Biblia), el Talmud de Babilonia y la Halajá (jurisprudencia rabínica). También se especializó en las obras filosóficas de Maimónides y le atrajo fuertemente el misticismo del Zohar.
En 1928, mientras seguía avanzando en sus estudios, comenzó a ejercer como maestro en la Yeshivá y a dar clases del Sagrado Talmud para comerciantes adultos.
En 1930, a la edad de 18 años, fue nombrado Jajam (sabio y rabino) con la aprobación de los grandes rabinos de Alepo, entre ellos el Jajam Ezrá Shaio, jefe del tribunal rabínico (Bet Din).
A partir de entonces, continuó perfeccionándose en sus estudios rabínicos con el Jajam Moshé Mizrahi, miembro del tribunal rabínico de Alepo.

### Carrera docente en Alepo
En 1930, tras ser nombrado como Jajam, fue designado como director del Kitab (escuela judía tradicional de educación primaria en las comunidades de Oriente Medio), teniendo a su cargo setecientos alumnos. Implementó en la escuela varias reformas e introdujo nuevas metodologías de enseñanza.

En 1943, Rajel Yanaít Ben Zví, la esposa de quién sería el segundo presidente del Estado de Israel, visitó Alepo y describió su encuentro con el Jajam Chehebar:
"Se nota la dedicación y presteza del director. Él conoce su función y es consiente de su responsabilidad...Su hebreo es pulido, el hombre es capaz....Él sabe cómo complementar la tradición con la modernidad y desea sinceramente introducir el hebreo vivo y hablado en la escuela".
En 1945, tras ganar prestigio como educador en el ámbito judío, fue convocado por la fundación mundial Otzar HaTorá para organizar la escuela judía primaria tradicional de Damasco. Permaneció tres meses en Damasco trabajando los programas educativos y logró aumentar el número de alumnos de ochenta a trescientos.

### Líder comunitario en Alepo
Tenía fama como gran orador. En reiteradas oportunidades los rabinos de la comunidad le encomendaban que pronunciara discursos en la Gran Sinagoga de Alepo. En 1940, al recibir las trágicas noticias del Holocausto en Europa, pronunció, por pedido del Gran Rabino de Alepo, un discurso ante toda la comunidad "para llamar la atención acerca de la penuria de nuestros hermanos perseguidos".
En esos años, un periódico publicó un artículo escrito contra los sabios del Talmud y el Jajam le respondió replicando con un extenso artículo en el periódico "Al Alam al Israili"(El mundo Israelita) de Beirut.
En 1946 contrajo matrimonio con Camelia Silvera.
El lunes primero de diciembre de 1947, tras la declaración del 29 de noviembre de la partición de Palestina en dos estados, uno árabe y otro judío, una gran multitud atacó e incendió todas las sinagogas de Alepo, incluyendo la gran antigua sinagoga, las escuelas y varias casas judías. Ese mismo día, los dirigentes de la comunidad y todos aquellos que podían huir abandonaron Alepo. El rabino Chehebar permaneció prácticamente solo frente a la comunidad, compuesta por los sectores más desamparados, y se vio obligado a hacerse cargo de los asuntos públicos. Después de aquel ataque, se instauró una supervisión policial sobre la comunidad judía de Alepo, y el Jajam Chehebar ofició de contacto entre las autoridades sirias y la comunidad. Tuvo el talento de cultivar buenas relaciones con las autoridades, la policía y los oficiales de más alto rango, lo que se tradujo en un beneficio para la comunidad, y le permitió interceder y rescatar a muchos judíos de la prisión.
En 1948, a través de la comunidad alepina de Nueva York, el American Jewish Joint Distribution Committee, comenzó a enviar un dinero destinado a los pobres, enfermos y a las escuelas judías de Siria, que era distribuido todos los meses por la mediación del Jajam Chehebar. Asimismo, el Jajam procuró por todos los medios que la comunidad judía saliera de Alepo hacia Eretz Israel. En este contingente, emigraron a Israel su padre, su madrastra, dos de sus hermanos y también sus suegros.
Hasta su partida de Siria fue consejero y asesor del Gran Rabino de Alepo, el Jajam Moshé Mizrahi. También trabajó como secretario del tribunal rabínico (Bet Din) y como redactor de las respuestas a las preguntas relativas a cuestiones de Halajá planteadas por las distintas comunidades alepinas alrededor del Mundo.
Su activismo por el bienestar de los refugiados de Iraq
Tras la proclamación del Estado de Israel, la situación de los judíos de Irak comenzó a tornarse cada vez más incierta. Muchos de ellos comenzaron a salir de aquel país tomando Alepo como territorio de tránsito. La tarea del Rabino Chehebar consistía en ayudarlos a emigrar a Israel, los asistía y se encargaba de apoyarlos económicamente, gracias a los fondos solidarios del Comité Judío Americano de Distribución Conjunta y una organización de judíos oriundos de Siria en Nueva York.

### Refugiado en Beirut
En 1952, fue denunciado por un correligionario a las autoridades sirias, por organizar emigraciones de judíos hacia el Estado de Israel. El 6 de septiembre de 1952, el Jajam, su esposa y sus cuatro hijos, partieron hacia Beirut dejando su casa y casi todas sus pertenencias, sin saber que nunca iban a volver. 

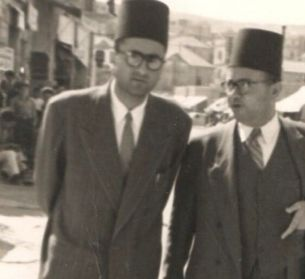
El Jajam (derecha) junto al Jajam Iaacob Attie (izquierda)

En ese lapso, fundó en Beirut una escuela primaria religiosa que logró convocar a 80 alumnos. Cuando dejó un año más tarde Beirut, dejó la dirección de la escuela en manos del Jajam Yaacob Attie, más tarde rabino de Bat Yam, en Israel, y futuro consuegro suyo. La escuela creció hasta congregar a 150 alumnos.
El 14 de octubre de 1952, es invitado por la congregación judía de Buenos Aires oriunda de Alepo a ocupar el puesto de Gran Rabino de la congregación sefardí.

### Gran Rabino Sefaradí de Buenos Aires
Situación de la Comunidad Sefaradí Alepina en Buenos Aires
El 22 de octubre de 1953, a los 41 años de edad, llegó a la Argentina junto a su familia.
Si bien el Gran Rabinato se encontraba en el barrio de Once, donde funcionaba la sinagoga Yesod Hadath, su autoridad se expandía también a las sinagogas y escuelas alepinas de otros barrios, entre ellas la institución Shaaré Sión del barrio de Flores.
En esos años, la comunidad judía alepina de Buenos Aires se encontraba en un punto de inflexión. Gran parte de la comunidad, en especial la nueva generación, comenzó a alejarse de la observancia religiosa que regía tradicionalmente la vida de los judíos alepinos. Asimismo, la otra gran parte de la comunidad que sí estaba comprometida con la tradición, estaba desorientada y su observancia religiosa era superficial. Con su arribo se inició una etapa de reconstrucción, crecimiento y reorganización de la comunidad.
Renuncia al Rabinato y su reinstauración
Ya en sus comienzos como Gran Rabino se ganó el cariño de la gran mayoría de la comunidad. Sin embargo, algunos miembros de la comisión directiva se oponían a su línea observante y a su prédica por el cumplimiento de las normas judías tradicionales. En esa oposición y al exigirle parte de la comisión directiva que otorgara un permiso de casamiento que no correspondía según la halajá (ley judía), presentó a la Comunidad una renuncia indeclinable. Tras su renuncia, la comisión directiva decidió restituirlo a su puesto con el compromiso de seguir el lineamiento de la Comunidad según los mandamientos de la Torá y la halajá (ley judía).

#### Proyecto de retorno a la observancia de los mandamientos de la Torá
Su principal objetivo como rabino de la Congregación Sefaradí, fue fortalecer la práctica de los preceptos religiosos dentro de la comunidad. Esta gran tarea la llevó a cabo a través de la educación en las escuelas, una campaña de difusión entre los feligreses, estableciendo estructuras que permitan el cumplimiento cómodo y más fácil de los mandamientos, y con la ayuda de muchos activistas que lo acompañaron. Otro factor importante en su proyecto, fue el convertir a la Sinagoga en el principal centro comunal de los feligreses.
Shabat (es descanso sabático)

Comenzó a brindar conferencias en las vísperas del descanso sabático, el Shabat, y paulatinamente se incrementó la presencia de los fieles. Así lo expresaba en 1964 el presidente de la Comunidad:
"Todos los viernes antes de la iniciación del culto sabático, nuestro Gran Rabino pronuncia una conferencia en la que vuelca su sabiduría y elocuencia. Y semana a semana el culto sabático contaba audiencias más nutridas. El Rabino comentaba hechos y problemas contemporáneos, enfocados con un criterio de actualidad, sobre la base de las enseñanzas de la Torá".

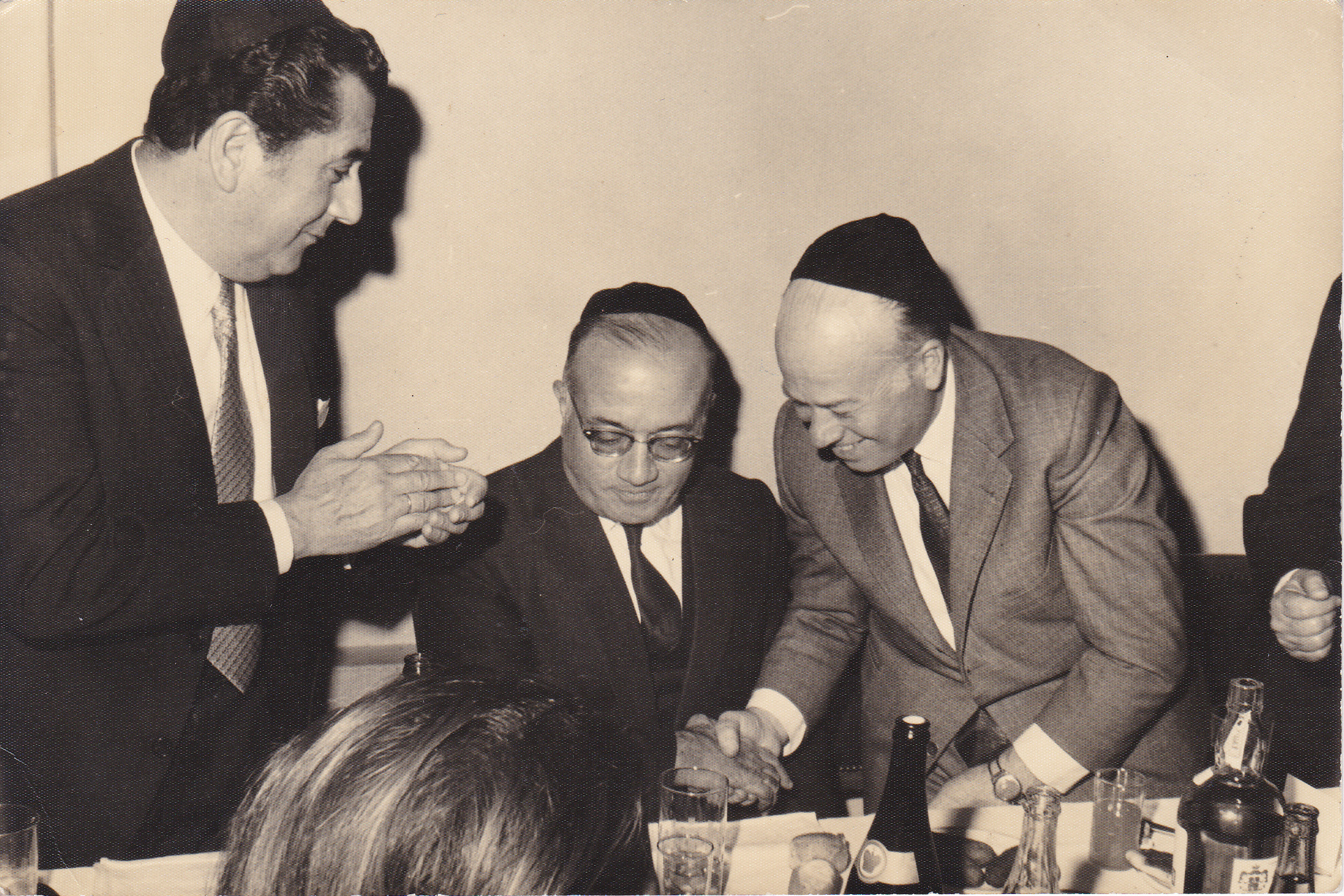
El Jajam (centro) junto a Don Shaul Sutton (derecha)

En 1967, los señores Shaul Sutton y Jacobo Tosún dirigidos por el rabino Chehebar, comenzaron una campaña de concienciación para que todos los comerciantes judíos del Once cerraran sus negocios el día sábado, tal como lo establece la ley judía. El Jajam firmó un volante entregado a mano de los comerciantes y publicado en Mundo Israelita el 5 de agosto de 1967. Con los años, los comerciantes de su comunidad comenzaron a cerrar sus negocios el día sábado.
Cashrut (normas judías sobre la alimentación)
Enseñó y difundió la observancia del cashrut, restableció el decreto del Jajam Shaul Sittehon, primer Gran Rabino de la Congregación Sefardí, de no casar a ninguna pareja dentro de la Congregación que no realizara el banquete casher (según las normas del cashrut). Creó dos shejitot con un equipo de cuatro shojatim (matarifes rituales) cada una. Promovió la apertura de restaurantes casher, entre ellos el restaurante Sucat David, el primero casher en Argentina, supervisado constantemente por el Rabinato. Promovió la apertura de nuevas carnicerías casher en otros barrios como el de Flores y en la ciudad de Mar del Plata. Organizó el horneado de pan casher, y convino con los hoteles más importantes del país que permitieran realizar fiestas estrictamente casher bajo la supervisión directa del Rabinato. Hoy en día, casi toda la comunidad sefaradí alepina realiza sus fiestas casher y observa el cashrut en sus casas.
Taharat Hamishpajá (normas judías sobre la vida conyugal)
Concienció a su comunidad sobre la importancia del cumplimiento de las normas judías respecto a la inmersión en la mikve (baño ritual) de la mujer judía. Asimismo, estableció que las novias de la Congregación sean instruidas en esas normas. A instancias suyas, se construyó una mikvé en Mar del Plata y se abrieron otros baños rituales en el país y en el exterior.
Solidaridad y caridad
Enseñaba en su comunidad sobre la importancia de la caridad y la solidaridad, tan característica de la comunidad judeo-alepina. Se dedicaba a conseguir buenos préstamos y donaciones para los necesitados de un apoyo económico, siempre de forma discreta cuidando la dignidad del necesitado. Cada víspera de Pesaj, le hacía llegar a los niños necesitados de la escuela ropas lindas para la fiesta como un premio por su buena conducta y no por caridad, para que ni ellos ni sus padres se ofendieran. Estaba siempre presente en las alegrías de sus feligreses como en sus momentos difíciles. Iba personalmente a visitar a los enfermos de su Congregación para bendecirlos y aliviarlos[60].
Mantenía un permanente contacto personal con los miembros de su comunidad, quienes concurrían a consultarlo por diversos problemas personales y familiares, o bien por conflictos de tipo laboral. Sus puertas estaban abiertas para todo aquel que necesitara alguna palabra de aliento, un consejo o una bendición[59].

#### Rabinato
Estableció y organizó un sistema de documentación y certificados de judeidad y archivos matrimoniales para los miembros de su comunidad. Declaró dentro de su Congregación la prohibición de realizar ceremonias judías de casamiento sin autorización rabínica. Estableció para los casamientos el requisito de un certificado de soltería y cuando lo fuera necesario de judeidad. Restableció el decreto del Gran Rabino Shaul Sutton, de no realizar conversiones al judaísmo en Argentina, sino solamente en Israel. No aceptaba la conversión que no estaba basada en un compromiso real con el cumplimiento de los mandamientos de la religión judía.

#### Obra educativa
Cuando llegó a Buenos Aires, la Congregación Sefaradí contaba solamente con un jardín de infantes y una escuela primaria integral de estudios judaicos y oficiales en el Barrio de Once, con pocos alumnos y un bajo nivel educativo. Dedicó todas sus energías con el objetivo de elevar el nivel educativo y la cantidad de alumnos. Personalmente controlaba a cada maestra y maestro, examinaba a cada alumno por separado y comenzó a emitir nuevos lineamientos e indicaciones a los directores y alumnos. Visitaba la escuela con frecuencia y permanecía varias horas en ella haciendo observaciones y aclaraciones.
Invitó a docentes y maestros preparados en el exterior, entre ellos el Rab Abraham Bin Nun y el Rab Shelomó Jevroni, que trabajaron como directores de la escuela. Les solicitó a los directores que le rindieran un informe diario acerca del avance de la escuela, además de mantener un diálogo constante. Los directores no tenían que aguardar para ser recibidos en su despacho, siempre tenían la prioridad.
Comenzó a enviar alumnos a estudiar a las Ieshibot (seminarios rabínicos) de Israel becados por la Congregación, a fin de contar con ellos como docentes una vez concluida su enseñanza superior.
Hizo mucho por valorar el rol del maestro. Recomendaba a los directores y a sus esposas que vistieran con mucha elegancia a fin de que su presentación causase una buena impresión en los alumnos y sus padres. Se preocupó por el buen salario de los docentes y por sus necesidades generales. Un año antes de fallecer y sin que nadie se lo pidiera, se ocupó personalmente de conseguir fondos para elevar los sueldos de los maestros.
Creó un centro de actividades, rezo y cursos de Torá especialmente para niños, adolescentes y jóvenes, llamado Minián Modelo. Años después, invitó para dirigirlo a su alumno el rabino Isaac Sacca.
Organizó cursos extra-escolares para niños y jóvenes los días sábado y domingo, llamados Keter Torá, incentivando a los alumnos con importantes premios. También organizó cursos de Torá para niños y jóvenes en Mar del Plata durante las vacaciones de Verano, en las que él mismo les enseñaba personalmente.
En 1966, por inspiración del Jajam y bajo su guía, la Congregación funda la ieshibá (Seminario Rabínico) Deguel Torá, ubicada en la sinagoga Sucath David que se inició con 15 o 20 alumnos.
En 1973, consiguió transformar a la escuela primaria religiosa del Barrio de Flores en un instituto integral. Consideraba fundamental que las escuelas de la Comunidad impartan tanto la enseñanza judaica como la oficial.
En 1974, por iniciativa de Don Shaul Sutton, fundó una escuela secundaria comercial para chicos y otra para chicas. La Secundaria para chicas contó, gracias a la iniciativa del director Abraham Bin Nun, con un segundo turno de estudios judaicos, el Tijón.
En 1976, fundó la Midrashá, un profesorado para la formación de maestras jardineras y primarias, formadas también en materias judaicas. Tanto el Tijón como la Midrashá, comenzaron a traer un despertar y renacimiento religioso en las jóvenes y mujeres de la comunidad. Hasta ese entonces, las mujeres no contaban con estudios judaicos avanzados de manera oficial.

#### Fundación de la yeshivá Bet David
Recién llegado a la Argentina, comenzó a formar a un grupo de los mejores egresados de la escuela primaria, organizando para ellos un curso de Talmud y Halajá (ley judía), que funcionaba durante las tardes en la sinagoga Yesod Hadath. Asimismo, organizó otro curso de Talmud para un grupo de adolescentes durante las mañanas, bien temprano previo al rezo matutino (shajarit), dictado por él mismo durante 12 años. Cuando hubo una cantidad de 30 alumnos en los cursos vespertinos tomó la decisión de abrir una yeshivá.
En 1976, fundó la yeshivá Bet David y trajo para dirigirla de Israel al rabino Meir Sasson. Al año ya contaba con más de 40 alumnos divididos en cinco niveles, en 1982 con más de 80 y en 1984, con alrededor de 100, convirtiéndose en la yeshivá más grande de Sudamérica.
A los jóvenes que deseaban seguir avanzando en sus estudios talmúdicos, los enviaba a las yeshivot (seminarios rabínicos) de Israel. Con el tiempo, la yeshivá comenzó a ofrecer un área de estudios de posgrado de Talmud y Halajá, el kolel.
Si bien la yeshivá contaba con un director, el Jajam Chehebar la dirigía personalmente. La visitaba constantemente, examinaba a los alumnos y contaba con un listado de cada grado con sus horas y temas de estudio.

#### Labor editorial
Se preocupó por volver a publicar nuevas ediciones de los libros escritos por los sabios judíos de Alepo y logró que la editorial israelí Majón Haktav se adhiera a esta campaña. Los ejemplares se distribuían gratuitamente en todas las comunidades y centros de estudios judaicos. El Jajam escribió en la introducción de uno de los libros reeditados:
"Siempre aspiré a perpetuar el nombre de estos santos editando sus libros, a fin de que los jóvenes de la nueva generación conozcan de qué cantera fueron tallados".
Escribió un resumen de las normas para las festividades judías, publicada en su edición completa en 1986.

#### Su preocupación por el bienestar de la Argentina
Siempre se preocupó por el bienestar de la Argentina, su patria adoptiva, donde vio florecer y prosperar a su comunidad. Cuando estalló la guerra de las Malvinas, estableció una oración especial y ordenó a todas las comunidades judías recitarla todos los días, por la paz y el éxito de la Argentina. También ordenó que todos los niños de su escuela recen todos los días por el bienestar de la Argentina. Este gesto, que cobró difusión a través de los medios, provocó un sentimiento de aprecio y reconocimiento por parte del amplio público argentino.

#### Su activismo por la liberación de los judíos de Siria
A partir de proclamación del Estado de Israel, los judíos de Siria se encontraron bajo amenaza y sin permisos para emigrar. Desde 1955, se bloquearon totalmente los caminos de salida. Fundamentalmente, los judíos quedaron encerrados en Siria en condición de rehenes en el conflicto bélico.
No bien llegó a la Argentina, se abocó a la liberación de los judíos en Siria. Recaudó fondos para facilitar su emigración y emprendió una amplia acción de esclarecimiento, así como una perseverante gestión ante las autoridades sirias y ante los organismos de derechos humanos, dentro y fuera del país.
En 1961, se intercedió ante el Gobierno Argentino, logrando por conductos diplomáticos que se autorizase la salida de familias de la aldea siria de Kamishli bajo la condición de que se dirigieran exclusivamente a la Argentina.

En 1974, remitió un telegrama con su firma al General Háfez el-Ásad, presidente de la República Árabe Siria y al Ministro de Justicia de aquel país:
"Teniendo conocimiento que ha dado inicio un juicio a puertas cerradas contra dos judíos, nos dirigimos a S.E para solicitar la realización de dicho proceso en forma pública, permitiendo la asistencia de observadores imparciales durante su desarrollo, esperamos que el gobierno sirio actúe con justicia y que respete el derecho de cada judío de abandonar las fronteras de Siria para reunirse con sus familiares. Este hecho estaría a tono con el alivio de la tensión en el Medio Oriente que es realmente deseado por todos los hombres amantes de la paz".
Ese mismo año, le envió un telegrama al Embajador de Siria en Argentina:
"Apelamos a sentimientos religiosos y de humanidad para que el gobierno de Siria haga conocer una lista de prisioneros israelíes, y permita que sean visitados por la Cruz Roja Internacional, respetando el fiel cumplimiento de la Convención de Ginebra. Confiamos en la respuesta a este llamamiento, que calme la angustia de centenares de familias que desconocen la suerte de sus hijos, para lo que pedimos el amparo de las normas aceptadas por todos los países civilizados sobre prisioneros de guerra"
En 1992, el Gobierno Sirio oficializó el permiso de emigración.
Cuando se desencadenó la guerra civil en el Líbano, anunció a la comunidad judía de Beirut, que las organizaciones judías de Argentina estaban dispuestas a sufragar los gastos de viaje de todos los judíos que quisieran abandonar el Líbano y que estaban invitados a radicarse en la Argentina o en Brasil.

#### Fallecimiento
Falleció el 17 de agosto de 1990, a los 78 años de edad. Fue lamentado por toda la Congregación Judía Argentina y por las comunidades judías alepinas de todo el mundo. En el mismo día del funeral, fue nombrado su hijo, el rabino Iosef Chehebar, como nuevo Gran Rabino de la Congregación Sefardí.

## Visión religiosa y filosofía educativa

### El camino del equilibrio
Mientras que muchos de los primeros dirigentes de la Congregación lo veían inflexible y estricto en lo concerniente a la línea observante de la Comunidad, algunos sectores de la ultraortodoxia lo consideraban muy permisivo y flexible. Así se refirió su hijo, el rabino Iosef Chehebar, Gran Rabino actual de la Congregación Sefaradí Alepina:
"Mi padre tuvo la grandeza y la sabiduría de ir llevando las cosas de forma gradual, cuestión que en aquél tiempo no se entendía tanto; después lo reconocieron... Muchos no lo entendieron, incluso lo rechazaron. Pero, hoy, en realidad, se puede ver cuánta razón tenía. Si queremos llegar al cielo de una sola vez y convertirnos en jasidim [grandes devotos], quizá para el padre está muy bien, pero es posible que sus hijos no lo aguanten. Y lamentablemente, hoy en día en Israel, muchas familias muy religiosas, que tienen muchos hijos, algunos de ellos se desviaron completamente del camino de la Torá, porque quisieron subir muy alto de repente, y cada persona es diferente; hay que comprenderla. Ese es el camino que nos enseñó nuestro padre, y en el que se conducía la gente de Alepo, el camino del equilibrio, el camino del Rambam [Maimónides], la prudencia. Siempre procurando llegar a lo más alto, en la medida que se pueda. Pero si esto no es posible, que por lo menos estemos dentro del ambiente y cuidemos las cosas más importantes: la pureza familiar, Shabat, Cashrut, las cosas básicas. Desde ahí podemos progresar. ".
Mientras que en sus comienzos dentro de la Congregación tuvo que lidiar principalmente con los dirigentes que apuntaban hacia el alejamiento de la observancia religiosa tradicional, durante sus últimos años, luego del despertar religioso dentro de su Comunidad, tuvo que lidiar con las tendencias extremistas. Estas nuevas tendencias, estaban presentes especialmente dentro de la nueva juventud, que estaba comenzando a incorporar el modelo religioso de la ultraortodoxia ashkenazí y conductas más rigurosas de lo exigido por la halajá (ley judía), un modelo no tradicional dentro del judaísmo observante alepino. La tradición rabínica alepina en la que se crio el Jajam Chehebar, se caracterizaba por su apertura y naturalidad hacia la modernidad y el mundo occidental, siendo a su vez fiel al cumplimiento de la halajá, y entre otras cosas, por su política de integración a todos los miembros de la comunidad, sea cual sea su nivel de observancia. En tales circunstancias, el Jajam publicó un comunicado citando las palabras del libro Sheerit Iosef:
"A causa de que aquellos hombres no son estudiosos de la Torá, y sobre cualquier asunto dicen que está prohibido, pues así es la mentalidad de la persona a la que D-os no concedió sabiduría e inteligencia y no tuvo el zejut [el mérito] de ser iluminado por la luz de la Torá: prohiben lo permitido y dicen sobre cualquier cosa que está prohibido..."

### Filosofía educativa de la yeshiváBet David
A diferencia de las yeshivot comunes de hoy en día, el Jajam Chehebar estableció que para los alumnos adolescentes el funcionamiento de la yeshivá sea durante las tardes, luego de los estudios oficiales de la escuela secundaria. Para los alumnos que ya habían concluido la etapa secundaria, la yeshivá ofrecía también un programa opcional de estudio de día completo. En una ocasión, uno de los maestros de la yeshibá comenzó a inducir a los alumnos adolescentes para que abandonen los estudios de secundaria a fin de que se consagren exclusivamente a los estudios religiosos. Al Jajam le disgustó la filosofía educativa de dicho maestro (dentro de su comunidad) y lo despidió de su puesto.
En 1988, decidió establecer dentro de la yeshivá clases de inglés, al observar que muchos alumnos tomaban clases extra-escolares de lengua inglesa dejando sus estudios en la yeshivá. El director de la yeshivá en ese momento se opuso a su decisión, diciendo que estaba prohibido según la Halajá. El Jajam respondió con una carta halájica, en la que demostraba que no solamente estaba permitido, sino que era un deber introducir esas clases de inglés por varios motivos; para mantener a los alumnos dentro del ambiente de la yeshivá, para que no tengan que interrumpir sus estudios religiosos, para transmitirle a los padres de la comunidad que es buena y agradable la combinación de los estudios religiosos con la cultura general y los estudios seculares (derej eretz) y también por tratarse de un estudio muy importante para la salida laboral en el futuro de los alumnos. Esta carta se la envió al Gran Rabino Ovadia Yosef, quien estuvo de acuerdo con su determinación.
Fue partidario de trasladar la yeshivá del edificio de la escuela secundaria al edificio de la sinagoga Yesod Hadath. Quería lograr un vínculo recíproco entre los miembros de la congregación y los alumnos de la yeshivá. En sus propias palabras: "El ambiente crea a la persona, no construyamos una yeshivá fría, instalémosla aquí (en la sinagoga), donde estamos rezando todo el día".
Metodología y programa de estudio
Respecto al estudio del Talmud, educaba a sus alumnos para que estudien en profundidad y no superficialmente. Sin embargo, insistía en que el estudio debe estar más enfocado en el peshat -la interpretación literal de las fuentes- que en las disquisiciones teóricas -pilpulim-. Respecto al estudio de la Halajá, les exhortaba que ahondanden siempre en las fuentes primarias -en las palabras de los sabios del Talmud- y que no se conformen solamente con la lectura del Shulján Aruj (el código de la Halajá escrito por el rabino Joseph Caro aproximadamente en 1550, aceptado por todo Israel). Aun así, los alentaba a estudiar y repasar bien las palabras del Shuljan Aruj como síntesis de la Halajá, hasta saberlas totalmente de memoria. En una de sus cartas a su alumno el rabino Isaac Sacca, le recomienda que antes de especializarse en la Halajá práctica, se perfeccione más en los diversos tratados talmúdicos con sus comentaristas y en el estudio profundo de los mismos. Sin embargo, a uno de sus alumnos que había escrito y publicado estudios talmúdicos sobre distintos tratados, le recomendaba dedicarse al estudio de la Halajá aplicada a los dilemas que presenta el mundo moderno y que escriba un libro de Halajá orientado al público en general y no solamente al público académico.
Asimismo, les remarcaba reiteradamente a sus alumnos la importancia del estudio del Tanaj con sus exégetas.

### Visión y conducta religiosa
Recomendaba a sus alumnos estudiar las obras del Rambam (Maimónides). Así le escribió a su alumno el rabino Isaac Sacca:

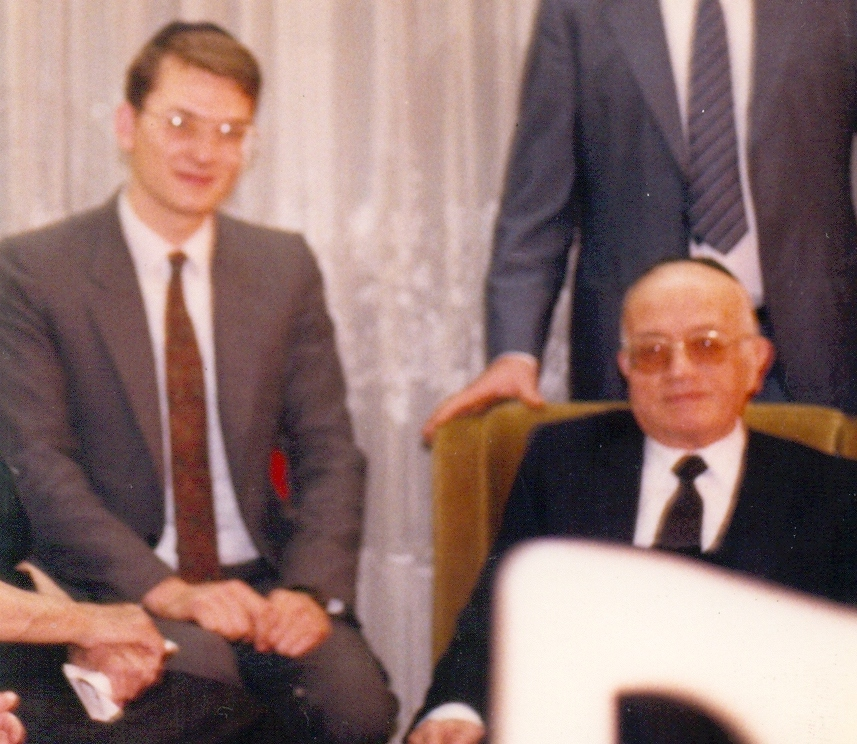
El Jajam junto a su alumno el rabino Isaac Sacca

"Nuestra intención es fijar en nuestra yeshivá un curso fijo sobre el Libro del Conocimiento (Séfer HaMadah) de Maimónides, que está colmado de normas precisas, reverencia pura a Dios y verdadera, humildad, gracia y rectitud, sin ningún tipo de exteriorización, virtudes nobles y agradables que coronan a sus poseedores, especialmente a los estudiosos de la Torá. Ojalá escuchen mi consejo y también ustedes estudien todos los días este libro y lo repasen hasta haberlo memorizado totalmente y de él absorberán un espíritu santo, puro y real".
Asimismo les recomendaba estudiar especialmente las leyes de Maimónides respecto a la idolatría, que según sus palabras "contienen ideas muy importantes para erradicar todo tipo de costumbres supersticiosas e irracionales".
En esos años, la juventud más observante estaba siendo especialmente atraída por el modelo religioso de los judíos observantes ashkenazíes oriundos de Europa Oriental. El Jajam Chehebar les advertía a sus alumnos de origen sefardí seguir fielmente con la herencia de los sabios de Sefarad y de Alepo, tanto en la forma de estudio enfocado más en el peshat (la interpretación literal de los textos sagrados), como en la conducta religiosa, definida por él como una "conducta religiosa recatada". Por este motivo, no permitía a los alumnos de su yeshivá que vistieran los flecos del talit (los tzitzit) fuera de las ropas (como sí acostumbran algunos ashkenazíes). Tampoco permitía que se dejen crecer el cabello de las patillas, las peyot, más de lo exigido por la Halajá (la ley judía). Aun así, le importaba que los alumnos de la yeshivá se cubran la cabeza con una kipá, a pesar de que no lo consideraba una obligación halájica para los que no eran sabios y estudiosos de la Torá y que la gente común y observante de Alepo no acostumbraba a cubrirse la cabeza. En una ocasión, cuando uno de los alumnos se movía en demasía mientras rezaba como señal de fervor religioso, el Jajam Chehebar lo frenó y enderezó para que rece quieto y sereno.

## Su responsa rabínicaItzjak Ieraneny sus resoluciones halájicas
El Jajam era un fiel alumno y seguidor de la tradición halájica del mundo sefaradí. A diferencia de otros grandes rabinos sefaradíes de su época, que estudiaron o estuvieron en contacto en su juventud con los rabinos ashkenazíes oriundos de Europa Oriental, la formación rabínica del Jajam fue pura y exclusivamente con los grandes sabios de Alepo. Por lo tanto, sus opiniones halájicas y sus resoluciones respecto a las cuestiones que presenta el mundo moderno, son un reflejo puro de la línea halájica sefaradí (no muy predominante en la observancia judía contemporánea) y uno de los referentes más importantes de ella.

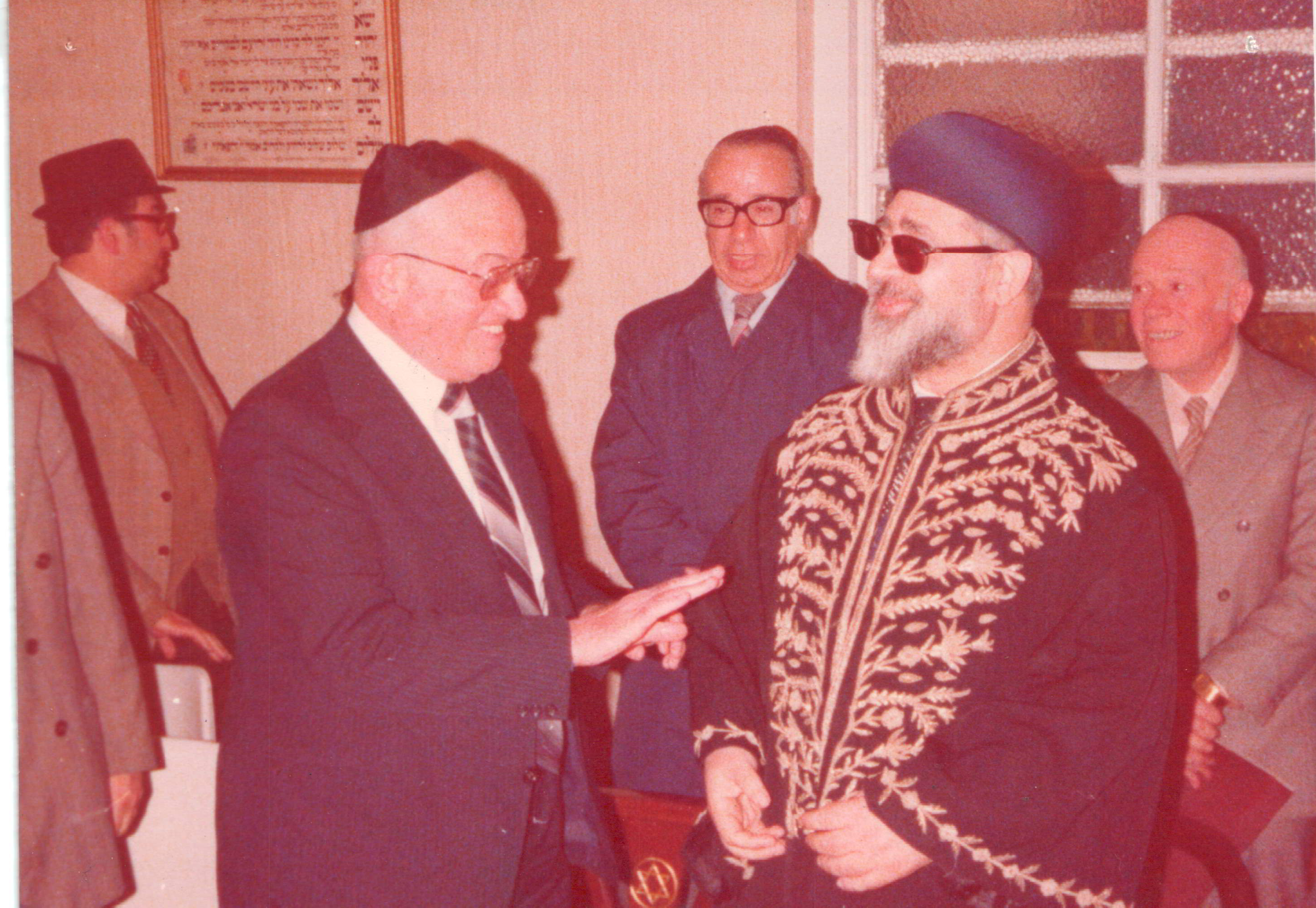
El Jajam Chehebar junto al Gran Rabino Ovadia Yosef

El Jajam nunca tuvo la intención de publicar sus escritos halájicos en un libro. El libro Itzjak Ieranen, es una compilación de sus cartas y ensayos halájicos, realizada tras su fallecimiento por su alumno el rabino Isaac Sacca. Estas cartas, eran el producto de una profusa correspondencia rabínica en la que respondía a las consultas que le eran formuladas por comunidades y rabinos de todo el mundo. Sus corresponsales incluyeron la mayoría de los grandes rabinos de su tiempo, entre ellos el Jajam Ovadia Hadaia, famoso cabalista y juez rabínico de Jerusalén, el Jajam Ben Sion Abá Shaul, director de la ieshibá Porat Iosef, el Jajam Matlub Abadi, rabino importante de la comunidad alepina de Nueva York, y en especial el rabino Ovadia Yosef, Gran Rabino de Israel, con el que se tenía un aprecio y cariño mutuo muy fuerte.
Gran parte de sus opiniones halájicas no están escritas en esta responsa, sino son conocidas por las normas que estableció en la Congregación Sefaradí, por su ejemplo y por su enseñanza oral.
Fiel a la tradición sefaradí, se guiaba según las normas establecidas por el Gran Rabino español Iosef Caro (1488-1575) autor de gran código de leyes Shulján Aruj. Sin embargo, en caso de que la costumbre tradicional de la comunidad alepina no coincidía con lo establecido en el Shulján Aruj se guiaba según la costumbre. Tal era su apego a las costumbres tradicionales, que en una de sus cartas le escribe a un rabino que deje de cuestionar las bases halájicas de las costumbres alepinas cuando se trata de la práctica de los mandamientos, ya que la costumbre es uno de los pilares de la ley judía. Aun así, le aclaraba a sus alumnos alepinos, que cuando se encuentren en otra comunidad con diferentes tradiciones, que no se diferencien públicamente de ella.
Muchas de sus resoluciones halájicas no las exponía al público general, sino solamente las expresaba en sus cartas a particulares. Se cuidaba mucho de no establecer su opinión públicamente cuando sabía que no era el momento indicado de exponerla, ya sea por tratarse de una prohibición que la comunidad todavía no estaba capacitada para aceptar, o por tratarse de un permiso rabínico que pudiera confundir al iletrado en materia halájica. En algunos casos, aplicaba lo establecido por el Shulján Aruj, que cuando de todas maneras una prohibición va a ser transgredida, es preferible que se transgreda sin que se sepa acerca de su prohibición, a que esta se transgreda a sabiendas.
Algunas de sus resoluciones y opiniones halájicas características:
- No aceptaba la conversión al judaísmo cuando no estaba basada en un compromiso real con el cumplimiento de los mandamientos de la religión judía. Pregonó en el mundo rabínico por el cuidado de esta norma, que no se estaba cuidando inclusive en algunos tribunales rabínicos ortodoxos.[68]
- Escribió que está permitido, en casos de necesidad, dictar clases de materias seculares dentro de la yeshivá, además de ser importante para transmitir lo bueno y agradable de combinar estudio de Torá con la cultura general.[69]
- Consideraba al Día de la Independencia del Estado de Israel (Yom Ha'atzmaut) como un día festivo y alegre para el pueblo judío, en el cual no se deben realizar las súplicas de lamentación (Tajanún) en el rezo.[70]
- A diferencia de otras opiniones, sostenía que la peluca no sirve para cumplir la obligación de la mujer judía de cubrirse el cabello.[71] No hizo pública esta opinión.
- Pregonaba en su congregación en las vísperas de la festividad de Pésaj (Pascua judía), que los judíos alepinos acostumbran a no comprar e ingerir durante la festividad de Pésaj alimentos hechos y cocinados fuera del hogar, inclusive los que no contengan jametz.[72]
- Si bien el Shulján Aruj escribe que se acostumbra a no cortarse el pelo y afeitarse desde la festividad de Pesaj hasta el 34 de Omer como señal de duelo, el Jajam escribió que en Alepo no se acostumbraba a hacer de esa manera y hasta los mismos rabinos se afeitaban.[73] El Jajam también acostumbraba como los rabinos de Alepo.
- Escribió que está permitido comprar alimentos hechos en fábricas de no judíos, en los cuales una parte de la mezcla del producto (1/61) es de ingredientes no casher.[74]
- A diferencia de lo común en los ámbitos observantes de hoy en día, todos los miembros de la comunidad saludaban al Jajam Chehebar y le besaban la mano como señal de respeto, tanto los hombres como las mujeres (actitud común y corriente para los judíos de Siria). Esta actitud, no muy común hoy en día, también fue aceptada por el rabino Iosef Jaim (1835-1909), Gran Rabino de Bagdad y autor del libro Ben Ish Jai, en su libro Od Iosef Jai (sección semanal Shofetim, halajá 22).[75]

## Familia

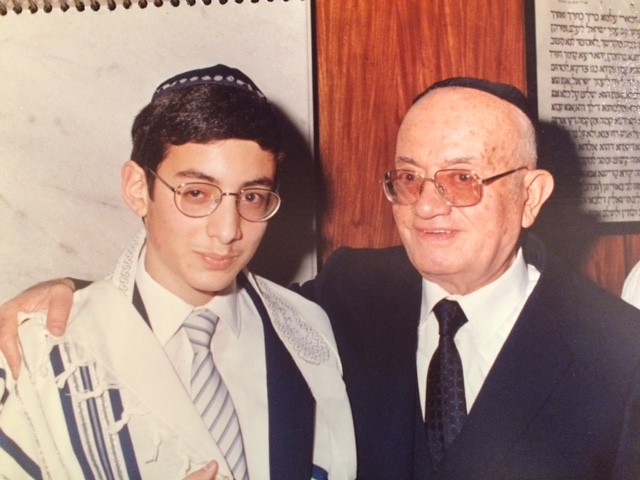
El Jajam junto a su nieto el rabino Isaac (Moisés) Chehebar en el día de su Bar Mitzvá.

Junto a su esposa Camelia formó una gran familia de maestros y rabinos.
Entre ellos:
- Su hijo, el rabino Iosef Chehebar, Gran Rabino de la congregación sefardí oriunda de Alepo
- Su hijo, el rabino Abraham Chehebar, director actual de la yeshivá Bet David, la yeshivá más grande de Sudamérica.

- Su nieto, el rabino Isaac (Moisés) Chehebar, director de dos kolelim (plural de kolel, un seminario rabínico de posgrado) y autor de los libros Torat HaBait y Torat HaMoadim.

## Alumnos
- El rabino Isaac Sacca, Gran Rabino de la Comunidad Sefardí de Buenos Aires oriunda de Turquía
- El Dr. Nissim Tauil, director de Toratenu, la escuela primaria y secundaria de la Congregación Sefaradí alepina.[76]